# Mason Williams

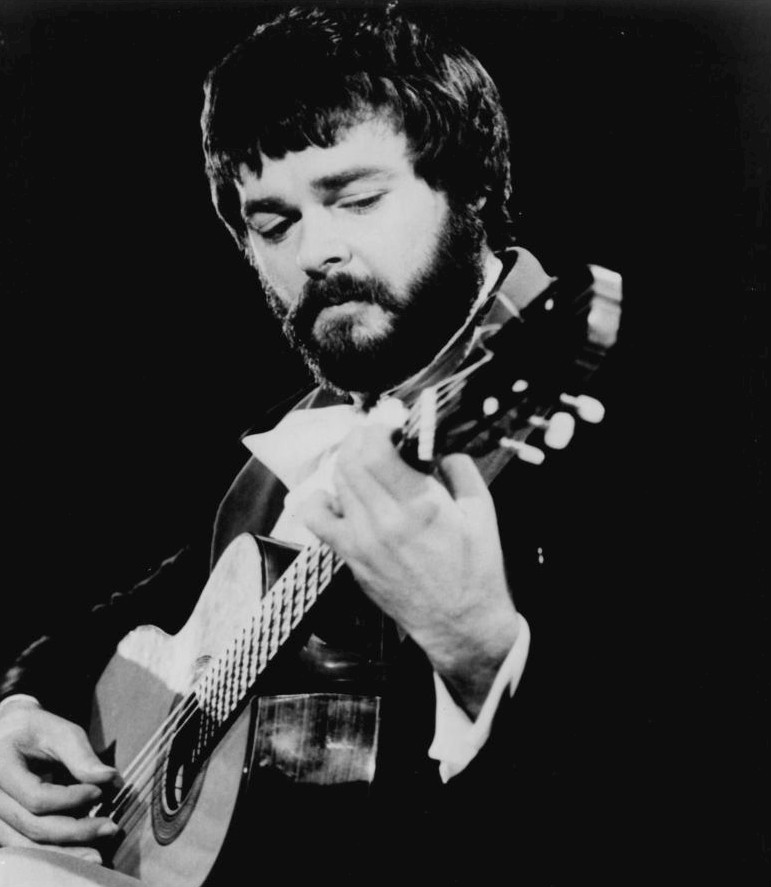
Mason Williams (1969)

Mason Douglas Williams (* 24. August 1938 in Abilene, Texas) ist ein US-amerikanischer Gitarrist und Komponist.
Erst während seines Musikstudiums an der Universität von Oklahoma City lernte Mason Williams nebenher Gitarre. Er entschloss sich bei der Musik zu bleiben und wurde Mitglied der Folk-Band The Wayfarers. Während seiner Armeezeit war dann zwar keine Zeit mehr für Bandtouren, aber für Clubauftritte und fürs Komponieren. Mit dem Komponieren verdiente er nach dem Militärdienst auch sein Geld. Zu seinen Abnehmern gehörten Stars wie das Kingston Trio, Gale Garnett und Petula Clark. Er war auch Mitautor des Welthits Cinderella Rockefella von Esther & Abi Ofarim.
Als 1967 das Komikerduo Tom und Dick Smothers eine regelmäßige Fernsehshow bekamen, stieg er als Autor für Musik und Comedy ein. The Smothers Brothers Comedy Hour wurde ein Erfolg und bekam für das Skript einen Emmy. Bei einem zweiten Emmy 1969 war Williams sogar Hauptautor.
Im Rahmen der Show gab es musikalische Gäste und so kam auch der Kontakt mit Warner Bros. Records zustande. Mason Williams bekam einen Plattenvertrag und die erste Platte wurde produziert von Mike Post. Erste Single wurde das selbstkomponierte Instrumental Classical Gas. In dem ungewöhnlichen Stück, einer Mischung aus Country, Rock und Klassik, wird das Gitarrenthema von Williams begleitet von vier Celli, Geigen, zwei Hörnern, zwei Posaunen, zwei Klavieren, drei Gitarren, Schlagzeug und Bass. In den USA erreichte das Lied Platz 2, in Großbritannien Platz 9. Und bei den Grammy Awards 1969 bekam es gleich drei Auszeichnungen für Beste Instrumentaldarbietung Pop, Bestes Instrumental-Thema und Bestes Instrumental-Arrangement (für Mike Post). Classical Gas wurde zu einem oft verwendeten und viel gespielten Instrumental-Klassiker.
Mason Williams vielseitige Talente umfassen aber nicht nur die Musik. Er schrieb verschiedenste Sachbücher und ist der Schöpfer des Bus-Buchs: Das ist das Bild eines Greyhound-Busses in Originalgröße (3,4 m × 11 m), zusammengefaltet auf die Größe eines Buchs. Es fand Aufnahme ins Museum of Modern Art in New York. Ein zweites Kunstwerk war Sunflower: Ein Flugzeug malte einen Stiel und zwei Blätter so in den Himmel, dass sich mit der Sonne als Blumenkopf für etwa 40 Sekunden eine Sonnenblume ergab, bevor sie vom Wind verweht wurde.
In den 1970er und 1980er Jahren arbeitete Williams weiterhin zweigleisig als Comedy-Autor, immer wieder für die Smothers Brothers, aber auch für andere, unter anderem auch für Saturday Night Live. Und er veröffentlichte immer wieder Platten, so schloss er sich 1987 mit Mannheim Steamroller zusammen für das Album Classical Gas, das eine gemeinsame Neuaufnahme des Instrumentalhits enthält und mit Gold ausgezeichnet wurde. Das Lied Country Idyll wurde außerdem für einen Grammy als bestes Instrumental nominiert.
In den 1990er Jahren konzentrierte er sich vor allem auf Konzerte und Auftritte. Außerdem entdeckte er die Filmmusik für sich und trug mit seinen Kompositionen zu mehreren Filmsoundtracks bei. Von seinen weiteren Alben erhielt Music for the Epicurean Harkener, ein Kurzalbum (EP) mit sechs Instrumentaltiteln, eine weitere Grammy-Nominierung (2003), das Album Electrical Gas, eine Kooperation mit der britischen Gitarristin Zoe McCulloch, stand auf der Vorschlagsliste (2005).